# Castello di San Felipe (Ferrol)
Il castello di San Felipe, (in spagnolo: castillo de San Felipe) è una fortezza militare nella città di Ferrol, provincia della Coruña, nella comunità autonoma della Galizia.

## Storia
La fortezza venne edificata per la posizione strategica di Ferrol ed è legata al problema dell'approvvigionamento della flotta reale e del suo riparo. Attorno alla fine del XVI secolo iniziò la costruzione di una prima fortificazione che prese il nome dal santo patrono del re Filippo II di Spagna. In seguito, nel 1731 e nel 1771, la prima fortezza divenne una struttura più ampia e moderna, inglobando la prima costruzione.

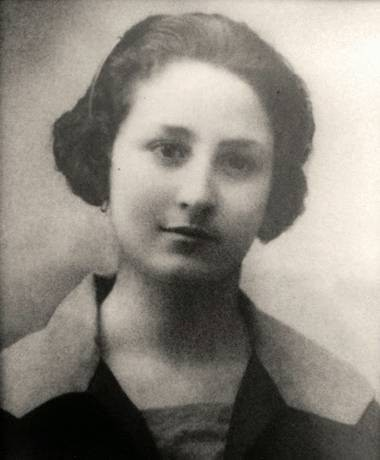
Amada García Rodríguez.

Il castello di San Felipe divenne così parte di un sistema difensivo composto anche dal castello di La Palma e da quello di San Martín, sull'altra sponda della Ría de Ferrol, e l'accesso al porto venne sbarrato, come ulteriore difesa, da una catena sottomarina. Nel 1693 i tre forti resistettero validamente ad un assalto dal mare della flotta francese.

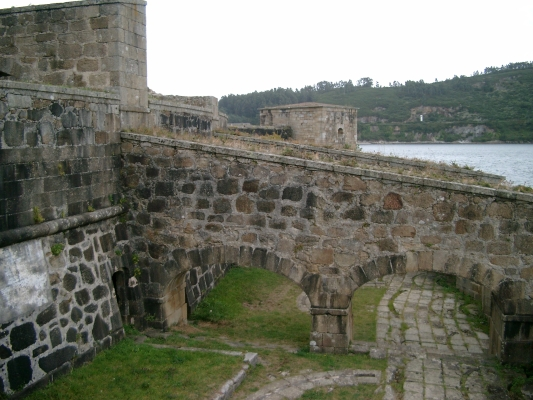
Particolare della struttura difensiva del castello e di un ponte sul fossato.

### Amada García Rodríguez
Il 27 gennaio 1938 Amada García Rodríguez venne fucilata contro il muro del castello con altri sette condannati (Juan José Teixeiro Leira, José Maria Montero Martínez, Ángel Roldos Gelpi, Antonio Eitor Caniça, Ramón Rodrigues Lopes, Jaime Gonçales Peres e Germán Lopes García) venne fucilata accanto al muro del castello di San Felipe.
Era stata arrestata quando era incinta, condannata a morte, e si era atteso che nascesse il figlio per dar seguito alla sua esecuzione.

## Descrizione
Il castello è una delle migliori fortezze militari del suo tempo e si trova in posizione dominante e panoramica sulla sponda della Ría de Ferrol, affacciata sull'oceano Atlantico.
La fortezza è costituita da un complesso sistema di piccole finestre e trincee, scarpate e contro-scarpate, parapetti di varia altezza, spalliere e postazioni per sentinelle. 
Rimane circondata da un fossato con una spianata in pendenza.